# Habib Gasmi
Pour les articles homonymes, voir Gasmi.
Habib Gasmi (arabe : حبيب القاسمي), né le 6 janvier 1957 à Radès, est un joueur de football tunisien.

## Biographie
Il commence sa carrière au Club sportif des cheminots et fait partie des sélections nationales cadettes, juniors et espoirs. À l'âge de 18 ans, il est déjà un titulaire indispensable de son équipe, mais l'incapacité de son club à revenir parmi l'élite après sa rétrogradation en seconde division l'amène à rejoindre le Club africain.
Sa carrière se poursuit jusqu'en 1987 ; il a la satisfaction de remporter le titre de meilleur buteur du championnat de Tunisie.

## Parcours
- 1971-1974 : Club sportif des cheminots (jeunes)
- 1974-1979 : Club sportif des cheminots
- 1979-1987 : Club africain

## Palmarès
- Vainqueur du championnat de Tunisie en 1980 ;
- Finaliste de la coupe de Tunisie en 1980 et 1982 ;
- Meilleur buteur du championnat tunisien en 1981 (seize buts).

## Statistiques

### Club sportif cheminots
- Division nationale : 7 buts en championnat
- Seconde division : 22 buts en championnat, 1 but en coupe

### Club africain
- 119 matchs, 34 buts en championnat
- 10 matchs, 8 buts en coupe

### Sélection nationale
- 2 matchs internationaux[1]